# Fiedorówki
Fiedorówki – zachodnia część miasta Piwniczna-Zdrój, w pobliżu Kosarzysk, w dolinie potoku Czercz (lewobrzeżny dopływ Popradu).
Osiedle położone jest na wysokości 600–700 m n.p.m., na północnych stokach Eliaszówki (1023 m n.p.m.), nad brzegiem potoku Zamakowisko (dopływ Czercza) 1,5 km w górę potoku. Sąsiaduje z osiedlami: Makowisko, Zamakowisko, Zwór i Magury (Magóry).
Nazwa osiedla pochodzi od łemkowskiego imienia Fedor, Fiedor (pol. Teodor).
Na mapie katastralnej Piwnicznej z 1895 r. figuruje jeszcze jako polana Fiderówka. Obecnie w użyciu są nazwy osiedle Fiedorówka, Fedorówki, jak i Fiedorówki. Na mapach i w przewodnikach najczęściej występuje ta ostatnia.